# Puchar Kontynentalny w skokach narciarskich 2016/2017
Puchar Kontynentalny w skokach narciarskich 2016/2017 – 26. edycja Pucharu Kontynentalnego. Rozpoczęła się 9 grudnia 2016 na skoczni Vikersundbakken w norweskim Vikersund, a zakończyła 19 marca 2017 na rosyjskim obiekcie Snieżynka w Czajkowskim. Rozegranych zostało 30 konkursów na skoczniach w jedenastu krajach.
Tytułu wywalczonego w sezonie 2015/2016 bronił Norweg Tom Hilde, który zgromadził o 13 punktów więcej niż Austriak Clemens Aigner i o 64 więcej niż Niemiec Karl Geiger.
Ze względu na kolizję terminów z planowanymi konkursami Pucharu Świata zadecydowano o przeniesieniu inaugurujących cykl zawodów z Lillehammer do Vikersund. Początkowo planowano w związku z tym zmniejszenie liczby konkursów z trzech do dwóch, ostatecznie jednak nie doszło do tego. Z powodu zbyt silnego wiatru pierwszy konkurs w Iron Mountain przeniesiono z soboty 25 lutego na niedzielę 26 lutego.
W cyklu zwyciężył drugi zawodnik poprzedniej edycji, Clemens Aigner. W 19 startach zdobył 1191 punktów, wyprzedzając bezpośrednio Słoweńców: o 253 punkty Mirana Zupančiča i o 329 Nejca Dežmana.

## Kalendarz zawodów
| Lp.                                                                          | Data                                                                         | Miejscowość                                                                  | HS                                                                           | Uwagi                                                                        | 1. miejsce            | 2. miejsce           | 3. miejsce                           |
| ---------------------------------------------------------------------------- | ---------------------------------------------------------------------------- | ---------------------------------------------------------------------------- | ---------------------------------------------------------------------------- | ---------------------------------------------------------------------------- | --------------------- | -------------------- | ------------------------------------ |
| 1.                                                                           | 9 grudnia 2016                                                               | Vikersund                                                                    | HS-117                                                                       | –                                                                            | Cene Prevc            | Tom Hilde            | Jan Ziobro                           |
| 2.                                                                           | 10 grudnia 2016                                                              | Vikersund                                                                    | HS-117                                                                       | –                                                                            | Cene Prevc            | Rok Justin           | Daniel Huber                         |
| 3.                                                                           | 11 grudnia 2016                                                              | Vikersund                                                                    | HS-117                                                                       | –                                                                            | Anže Semenič          | Cene Prevc           | Tom Hilde                            |
| 4.                                                                           | 17 grudnia 2016                                                              | Ruka                                                                         | HS-142                                                                       | [ a ]                                                                        | Ulrich Wohlgenannt    | Florian Altenburger  | Sebastian Colloredo Krzysztof Biegun |
| 5.                                                                           | 18 grudnia 2016                                                              | Ruka                                                                         | HS-142                                                                       | –                                                                            | Elias Tollinger       | Stefan Huber         | Philipp Aschenwald                   |
| 6.                                                                           | 27 grudnia 2016                                                              | Engelberg                                                                    | HS-140                                                                       | –                                                                            | Halvor Egner Granerud | Joakim Aune          | Aljaž Osterc                         |
| 7.                                                                           | 28 grudnia 2016                                                              | Engelberg                                                                    | HS-140                                                                       | –                                                                            | Daniel Huber          | Aljaž Osterc         | Joakim Aune                          |
| 8.                                                                           | 7 stycznia 2017                                                              | Titisee-Neustadt                                                             | HS-142                                                                       | –                                                                            | Johann André Forfang  | Daniel Huber         | Klemens Murańka                      |
| 9.                                                                           | 8 stycznia 2017                                                              | Titisee-Neustadt                                                             | HS-142                                                                       | –                                                                            | Viktor Polášek        | Johann André Forfang | Clemens Aigner                       |
| 10.                                                                          | 14 stycznia 2017                                                             | Garmisch-Partenkirchen                                                       | HS-140                                                                       | –                                                                            | Anže Lanišek          | Florian Altenburger  | Miran Zupančič                       |
| 11.                                                                          | 15 stycznia 2017                                                             | Garmisch-Partenkirchen                                                       | HS-140                                                                       | –                                                                            | Miran Zupančič        | Anže Lanišek         | Sigurd Nymoen Søberg                 |
| 12.                                                                          | 20 stycznia 2017                                                             | Sapporo                                                                      | HS-100                                                                       | –                                                                            | Miran Zupančič        | Andreas Wank         | Anže Lanišek                         |
| 13.                                                                          | 21 stycznia 2017                                                             | Sapporo                                                                      | HS-137                                                                       | –                                                                            | Clemens Aigner        | Anže Lanišek         | Aleksander Zniszczoł                 |
| 14.                                                                          | 22 stycznia 2017                                                             | Sapporo                                                                      | HS-137                                                                       | –                                                                            | Andreas Wank          | Nejc Dežman          | Miran Zupančič                       |
| 15.                                                                          | 28 stycznia 2017                                                             | Bischofshofen                                                                | HS-140                                                                       | –                                                                            | Clemens Aigner        | Tomáš Vančura        | Simon Ammann                         |
| 16.                                                                          | 29 stycznia 2017                                                             | Bischofshofen                                                                | HS-140                                                                       | –                                                                            | Tomáš Vančura         | Simon Ammann         | Clemens Aigner                       |
| 17.                                                                          | 4 lutego 2017                                                                | Erzurum                                                                      | HS-140                                                                       | –                                                                            | Nejc Dežman           | Jaka Hvala           | Sebastian Colloredo                  |
| 18.                                                                          | 5 lutego 2017                                                                | Erzurum                                                                      | HS-109                                                                       | –                                                                            | Nejc Dežman           | Jaka Hvala           | Rok Justin                           |
| 19.                                                                          | 11 lutego 2017                                                               | Brotterode                                                                   | HS-117                                                                       | –                                                                            | Nejc Dežman           | Miran Zupančič       | Joakim Aune                          |
| 20.                                                                          | 12 lutego 2017                                                               | Brotterode                                                                   | HS-117                                                                       | –                                                                            | Felix Hoffmann        | Nejc Dežman          | Daniel Huber                         |
| 21.                                                                          | 18 lutego 2017                                                               | Planica                                                                      | HS-139                                                                       | –                                                                            | Bor Pavlovčič         | Joakim Aune          | Viktor Polášek                       |
| 22.                                                                          | 19 lutego 2017                                                               | Planica                                                                      | HS-139                                                                       | –                                                                            | Tilen Bartol          | Bor Pavlovčič        | Constantin Schmid                    |
| 23.                                                                          | 26 lutego 2017                                                               | Iron Mountain                                                                | HS-133                                                                       | –                                                                            | Stefan Huber          | Klemens Murańka      | Clemens Aigner                       |
| 24.                                                                          | 26 lutego 2017                                                               | Iron Mountain                                                                | HS-133                                                                       | –                                                                            | Halvor Egner Granerud | Bor Pavlovčič        | Stefan Huber                         |
| 25.                                                                          | 4 marca 2017                                                                 | Rena                                                                         | HS-139                                                                       | –                                                                            | Clemens Aigner        | Bor Pavlovčič        | Tilen Bartol                         |
| 26.                                                                          | 5 marca 2017                                                                 | Rena                                                                         | HS-139                                                                       | –                                                                            | Clemens Aigner        | Daniel Huber         | Bor Pavlovčič                        |
| 27.                                                                          | 11 marca 2017                                                                | Zakopane                                                                     | HS-134                                                                       | –                                                                            | Clemens Aigner        | Constantin Schmid    | Maximilian Steiner                   |
| 28.                                                                          | 12 marca 2017                                                                | Zakopane                                                                     | HS-134                                                                       | –                                                                            | Clemens Aigner        | Maximilian Steiner   | Constantin Schmid                    |
| 29.                                                                          | 18 marca 2017                                                                | Czajkowskij                                                                  | HS-106                                                                       | –                                                                            | Constantin Schmid     | Jakub Janda          | Clemens Aigner                       |
| 30.                                                                          | 19 marca 2017                                                                | Czajkowskij                                                                  | HS-106                                                                       | –                                                                            | Clemens Aigner        | Rok Tarman           | Daniel Huber                         |
| Puchar Kontynentalny w skokach narciarskich 2016/2017 – klasyfikacja końcowa | Puchar Kontynentalny w skokach narciarskich 2016/2017 – klasyfikacja końcowa | Puchar Kontynentalny w skokach narciarskich 2016/2017 – klasyfikacja końcowa | Puchar Kontynentalny w skokach narciarskich 2016/2017 – klasyfikacja końcowa | Puchar Kontynentalny w skokach narciarskich 2016/2017 – klasyfikacja końcowa | Clemens Aigner        | Miran Zupančič       | Nejc Dežman                          |

## Statystyki indywidualne
| Austria |     |     |     |     |     |     |     |     |     |     |     |     |     |     |     |     |    |    |    |     |     |    |    |    |     |     |     |     |     |    |
| Clemens Aigner | –   | –   | –   | –   | –   | 8   | 7   | 21  | 3   | 12  | 7   | 9   | 1   | 7   | 1   | 3   | –  | –  | –  | –   | –   | –  | 3  | 4  | 1   | 1   | 1   | 1   | 3   | 1  |
| Florian Altenburger | 12  | 4   | 6   | 2   | 5   | –   | –   | –   | –   | 2   | 11  | 10  | 29  | 5   | 22  | 13  | –  | –  | 7  | 35  | 13  | 5  | 14 | 7  | 6   | 19  | –   | –   | 29  | 12 |
| Philipp Aschenwald | 47  | 21  | 41  | 6   | 3   | 47  | 19  | –   | –   | 7   | 5   | 5   | 8   | 15  | 18  | 6   | –  | –  | –  | –   | –   | –  | 24 | 18 | –   | –   | –   | –   | –   | –  |
| Martin Diess | –   | –   | –   | –   | –   | –   | –   | 65  | 46  | –   | –   | –   | –   | –   | 40  | 39  | –  | –  | –  | –   | –   | –  | –  | –  | –   | –   | –   | –   | –   | –  |
| Simon Greiderer | –   | –   | –   | –   | –   | –   | –   | –   | –   | –   | –   | –   | –   | –   | 34  | 31  | –  | –  | –  | –   | –   | –  | –  | –  | –   | –   | –   | –   | –   | –  |
| Alexander Hayböck | –   | –   | –   | –   | –   | –   | –   | –   | –   | –   | –   | –   | –   | –   | 42  | 37  | –  | –  | –  | –   | –   | –  | –  | –  | –   | –   | –   | –   | –   | –  |
| Thomas Hofer | –   | –   | –   | –   | –   | –   | –   | –   | –   | 15  | dsq | 36  | 31  | 17  | 20  | 15  | –  | –  | 12 | 18  | 42  | 30 | –  | –  | –   | –   | –   | –   | –   | –  |
| Daniel Huber | 13  | 3   | 4   | 20  | 22  | 16  | 1   | 2   | 20  | –   | –   | –   | –   | –   | –   | –   | –  | –  | 9  | 3   | 4   | 11 | 33 | 22 | 8   | 2   | 4   | 8   | 5   | 3  |
| Stefan Huber | 19  | 19  | 32  | 14  | 2   | 10  | 16  | 12  | 4   | –   | –   | 8   | 10  | 10  | 4   | 5   | –  | –  | –  | –   | –   | –  | 1  | 3  | 13  | 7   | 7   | 7   | –   | –  |
| Thomas Lackner | –   | –   | –   | –   | –   | –   | –   | 27  | 26  | –   | –   | –   | –   | –   | –   | –   | –  | –  | –  | –   | dsq | 7  | 12 | 6  | 15  | 15  | 35  | 26  | 23  | 25 |
| Maximilian Lienher | –   | –   | –   | –   | –   | –   | –   | –   | –   | –   | –   | –   | –   | –   | 44  | 34  | –  | –  | 41 | dsq | 35  | 39 | –  | –  | –   | –   | –   | –   | –   | –  |
| Janni Reisenauer | 7   | 29  | 39  | 25  | 21  | 21  | 22  | –   | –   | –   | –   | –   | –   | –   | –   | –   | –  | –  | –  | –   | –   | –  | –  | –  | –   | –   | –   | –   | –   | –  |
| Markus Rupitsch | –   | –   | –   | –   | –   | –   | –   | –   | –   | –   | –   | –   | –   | –   | –   | –   | –  | –  | 38 | 38  | –   | –  | –  | –  | –   | –   | –   | –   | –   | –  |
| Mika Schwann | –   | –   | –   | –   | –   | –   | –   | 52  | 62  | –   | –   | –   | –   | –   | –   | –   | –  | –  | –  | –   | –   | –  | –  | –  | –   | –   | –   | –   | –   | –  |
| Maximilian Steiner | –   | –   | –   | –   | –   | dsq | 14  | –   | –   | 11  | 12  | 22  | 26  | 23  | 10  | 10  | –  | –  | 17 | 14  | 18  | 20 | 5  | 9  | 9   | 6   | 3   | 2   | 7   | 19 |
| Elias Tollinger | 9   | 9   | 7   | 5   | 1   | –   | –   | –   | –   | 6   | 8   | 19  | 15  | 9   | 13  | 7   | –  | –  | 19 | 22  | 36  | 50 | –  | –  | –   | –   | 26  | 28  | 18  | 18 |
| Julian Wienerroither | –   | –   | –   | –   | –   | –   | –   | 61  | 65  | –   | –   | –   | –   | –   | 32  | 43  | –  | –  | –  | –   | –   | –  | –  | –  | –   | –   | –   | –   | –   | –  |
| Ulrich Wohlgenannt | 16  | 20  | 38  | 1   | 11  | 40  | 39  | –   | –   | dsq | 34  | –   | –   | –   | 31  | 28  | –  | –  | –  | –   | –   | –  | –  | –  | –   | –   | –   | –   | –   | –  |
| Czechy |     |     |     |     |     |     |     |     |     |     |     |     |     |     |     |     |    |    |    |     |     |    |    |    |     |     |     |     |     |    |
| Lukáš Hlava | –   | –   | –   | –   | –   | –   | –   | –   | –   | –   | –   | –   | –   | –   | –   | –   | –  | –  | –  | –   | –   | –  | –  | –  | –   | –   | 16  | 23  | 26  | 13 |
| František Holík | 67  | 63  | 64  | –   | –   | dsq | 56  | 61  | 49  | –   | –   | –   | –   | –   | –   | –   | –  | –  | –  | –   | –   | –  | –  | –  | 47  | 45  | –   | –   | –   | –  |
| Jakub Janda | –   | –   | –   | –   | –   | –   | –   | –   | –   | –   | –   | –   | –   | –   | –   | –   | –  | –  | –  | –   | –   | –  | –  | –  | –   | –   | –   | –   | 2   | 21 |
| Čestmír Kožíšek | 18  | 58  | 25  | –   | –   | 28  | 28  | 17  | 24  | 30  | 31  | 46  | 34  | 30  | –   | –   | –  | –  | 22 | 29  | 28  | 32 | 30 | 25 | 21  | 30  | 29  | 25  | 16  | 11 |
| Damián Lasota | –   | –   | –   | –   | –   | –   | –   | 63  | 59  | –   | –   | –   | –   | –   | –   | –   | –  | –  | –  | –   | –   | –  | –  | –  | –   | –   | –   | –   | –   | –  |
| Jan Matura | –   | –   | –   | –   | –   | 19  | 25  | –   | –   | –   | –   | –   | –   | –   | –   | –   | –  | –  | 4  | 7   | 31  | 27 | 11 | 11 | 25  | 14  | 13  | 14  | –   | –  |
| Viktor Polášek | 38  | 17  | 23  | –   | –   | 43  | 55  | 10  | 1   | –   | –   | –   | –   | –   | –   | –   | –  | –  | –  | –   | 3   | 4  | –  | –  | –   | –   | –   | –   | –   | –  |
| Filip Sakala | 58  | 48  | 36  | –   | –   | 47  | 38  | 11  | dsq | 20  | 32  | 50  | 13  | 21  | –   | –   | –  | –  | 24 | 32  | –   | –  | 39 | 35 | –   | –   | dsq | 40  | 31  | 28 |
| Vojtěch Štursa | –   | –   | –   | –   | –   | –   | –   | –   | –   | –   | –   | –   | –   | –   | –   | –   | –  | –  | –  | –   | –   | –  | –  | –  | 20  | 50  | –   | –   | –   | –  |
| Tomáš Vančura | –   | –   | –   | –   | –   | –   | –   | –   | –   | 50  | 18  | –   | –   | –   | 2   | 1   | –  | –  | –  | –   | –   | –  | –  | –  | –   | –   | –   | –   | –   | –  |
| Estonia |     |     |     |     |     |     |     |     |     |     |     |     |     |     |     |     |    |    |    |     |     |    |    |    |     |     |     |     |     |    |
| Artti Aigro | 63  | 47  | 49  | 32  | 35  | –   | –   | –   | –   | 51  | 49  | –   | –   | –   | –   | –   | 13 | 13 | –  | –   | –   | –  | –  | –  | –   | –   | 41  | 38  | –   | –  |
| Kevin Maltsev | dsq | 74  | 63  | 51  | 45  | 54  | 54  | 67  | 67  | –   | –   | –   | –   | –   | –   | –   | 24 | 24 | –  | –   | –   | –  | –  | –  | –   | –   | 30  | 54  | –   | –  |
| Martti Nõmme | –   | –   | –   | 48  | dsq | –   | –   | 50  | 39  | dns | dns | –   | –   | –   | –   | –   | –  | –  | –  | –   | –   | –  | –  | –  | –   | –   | 37  | 39  | –   | –  |
| Finlandia |     |     |     |     |     |     |     |     |     |     |     |     |     |     |     |     |    |    |    |     |     |    |    |    |     |     |     |     |     |    |
| Antti Aalto | 39  | 44  | 44  | 26  | 4   | 12  | 6   | –   | –   | –   | –   | –   | –   | –   | –   | –   | 25 | 7  | –  | –   | 7   | 13 | –  | –  | –   | –   | –   | –   | –   | –  |
| Andreas Alamommo | –   | –   | –   | 44  | –   | –   | –   | –   | –   | 45  | dns | –   | –   | –   | –   | –   | –  | –  | –  | –   | 52  | 54 | –  | –  | –   | –   | 43  | 46  | –   | –  |
| Lauri Asikainen | 27  | 35  | 56  | 8   | 9   | 44  | 51  | 53  | 52  | 34  | 33  | –   | –   | –   | –   | –   | 7  | 6  | –  | –   | 39  | 57 | –  | –  | –   | –   | –   | –   | –   | –  |
| Kalle Heikkinen | –   | –   | –   | 18  | 30  | –   | –   | –   | –   | –   | –   | –   | –   | –   | –   | –   | –  | –  | –  | –   | –   | –  | –  | –  | –   | –   | –   | –   | –   | –  |
| Henri Kavilo | –   | –   | –   | –   | –   | –   | –   | –   | –   | –   | –   | –   | –   | –   | –   | –   | –  | –  | –  | –   | –   | –  | –  | –  | 45  | dsq | –   | –   | –   | –  |
| Janne Korhonen | 44  | 30  | 45  | 41  | 52  | –   | –   | 43  | 57  | –   | –   | 47  | 46  | 28  | –   | –   | 9  | 10 | –  | –   | –   | –  | –  | –  | 32  | 18  | dsq | 31  | –   | –  |
| Niko Kytösaho | –   | –   | –   | 36  | 23  | 35  | 42  | –   | –   | –   | –   | –   | –   | –   | –   | –   | –  | –  | –  | –   | –   | –  | –  | –  | –   | –   | –   | –   | –   | –  |
| Ville Larinto | –   | –   | –   | –   | –   | –   | –   | 6   | 13  | –   | –   | –   | –   | –   | –   | –   | –  | –  | –  | –   | –   | –  | –  | –  | –   | –   | –   | –   | –   | –  |
| Olli Muotka | –   | –   | –   | –   | 49  | –   | –   | –   | –   | –   | –   | –   | –   | –   | –   | –   | –  | –  | –  | –   | –   | –  | –  | –  | –   | –   | –   | –   | –   | –  |
| Eetu Nousiainen | –   | –   | –   | 33  | 38  | –   | –   | –   | –   | 5   | 27  | –   | –   | –   | –   | –   | –  | –  | –  | –   | 46  | 41 | –  | –  | 22  | 17  | –   | –   | –   | –  |
| Juho Ojala | –   | –   | –   | –   | –   | –   | –   | –   | –   | –   | –   | –   | –   | –   | –   | –   | –  | –  | –  | –   | –   | –  | –  | –  | –   | –   | 47  | 44  | –   | –  |
| Frans Tähkävuori | –   | –   | –   | 36  | 48  | –   | –   | –   | –   | –   | –   | 40  | 48  | 42  | –   | –   | –  | –  | –  | –   | –   | –  | –  | –  | –   | –   | –   | –   | –   | –  |
| Elias Vänskä | –   | –   | –   | 24  | 28  | –   | –   | –   | –   | –   | –   | 43  | 19  | 43  | –   | –   | –  | –  | –  | –   | –   | –  | –  | –  | –   | –   | –   | –   | –   | –  |
| Francja |     |     |     |     |     |     |     |     |     |     |     |     |     |     |     |     |    |    |    |     |     |    |    |    |     |     |     |     |     |    |
| Paul Brasme | 48  | 51  | 31  | –   | –   | 24  | 43  | 46  | 50  | –   | –   | –   | –   | –   | –   | –   | –  | –  | 44 | 42  | 37  | 46 | –  | –  | 29  | 39  | –   | –   | –   | –  |
| Mathis Contamine | –   | –   | –   | –   | –   | 59  | 58  | –   | –   | –   | –   | –   | –   | –   | 48  | 45  | –  | –  | –  | –   | –   | –  | –  | –  | –   | –   | –   | –   | –   | –  |
| Ronan Lamy Chappuis | –   | –   | –   | –   | –   | –   | –   | –   | –   | 39  | 42  | –   | –   | –   | –   | –   | –  | –  | –  | –   | –   | –  | –  | –  | –   | –   | –   | –   | –   | –  |
| Jonathan Learoyd | 57  | 56  | 52  | –   | –   | –   | –   | 37  | 41  | –   | –   | –   | –   | –   | –   | –   | –  | –  | –  | –   | –   | –  | –  | –  | –   | –   | –   | –   | –   | –  |
| Thomas Roch Dupland | 41  | 53  | 30  | –   | –   | 41  | 50  | 59  | 30  | 48  | 50  | –   | –   | –   | –   | –   | 11 | 13 | 42 | 30  | 57  | 52 | –  | –  | 36  | 37  | –   | –   | –   | –  |
| Japonia |     |     |     |     |     |     |     |     |     |     |     |     |     |     |     |     |    |    |    |     |     |    |    |    |     |     |     |     |     |    |
| Yūmu Harada | –   | –   | –   | –   | –   | –   | –   | –   | –   | –   | –   | 39  | 42  | –   | –   | –   | –  | –  | –  | –   | –   | –  | –  | –  | –   | –   | –   | –   | –   | –  |
| Kenshirō Itō | –   | –   | –   | –   | –   | –   | –   | –   | –   | –   | –   | 11  | 20  | –   | –   | –   | –  | –  | –  | –   | –   | –  | –  | –  | –   | –   | –   | –   | –   | –  |
| Masamitsu Itō | –   | –   | –   | –   | –   | –   | –   | –   | –   | –   | –   | 14  | 32  | –   | –   | –   | –  | –  | –  | –   | –   | –  | –  | –  | –   | –   | –   | –   | –   | –  |
| Yūken Iwasa | –   | –   | –   | –   | –   | 38  | 44  | –   | –   | –   | –   | 16  | 11  | 22  | –   | –   | –  | –  | –  | –   | –   | –  | –  | –  | –   | –   | –   | –   | –   | –  |
| Junshirō Kobayashi | –   | –   | –   | –   | –   | –   | –   | –   | –   | –   | –   | 25  | 7   | 33  | –   | –   | –  | –  | –  | –   | –   | –  | –  | –  | –   | –   | –   | –   | –   | –  |
| Riki Kurita | –   | –   | –   | –   | –   | 55  | dns | –   | –   | –   | –   | –   | –   | –   | –   | –   | –  | –  | –  | –   | –   | –  | –  | –  | –   | –   | –   | –   | –   | –  |
| Takehiro Nagai | –   | –   | –   | –   | –   | –   | –   | –   | –   | –   | –   | 44  | 50  | –   | –   | –   | –  | –  | –  | –   | –   | –  | –  | –  | –   | –   | –   | –   | –   | –  |
| Naoki Nakamura | –   | –   | –   | –   | –   | –   | –   | –   | –   | –   | –   | 12  | 16  | 11  | –   | –   | –  | –  | –  | –   | –   | –  | –  | –  | –   | –   | –   | –   | –   | –  |
| Yukiya Satō | –   | –   | –   | –   | –   | –   | –   | –   | –   | –   | –   | 13  | 22  | –   | –   | –   | –  | –  | –  | –   | –   | –  | –  | –  | –   | –   | –   | –   | –   | –  |
| Shō Suzuki | –   | –   | –   | –   | –   | –   | –   | –   | –   | –   | –   | 34  | 18  | –   | –   | –   | –  | –  | –  | –   | –   | –  | –  | –  | –   | –   | –   | –   | –   | –  |
| Kenta Takehana | 69  | 69  | 60  | –   | –   | –   | –   | –   | –   | –   | –   | –   | –   | –   | –   | –   | –  | –  | –  | –   | –   | –  | –  | –  | –   | –   | –   | –   | –   | –  |
| Kanada |     |     |     |     |     |     |     |     |     |     |     |     |     |     |     |     |    |    |    |     |     |    |    |    |     |     |     |     |     |    |
| Mackenzie Boyd-Clowes | –   | –   | –   | –   | –   | –   | –   | –   | –   | –   | –   | –   | –   | –   | 11  | 4   | –  | –  | –  | –   | –   | –  | –  | –  | –   | –   | –   | –   | –   | –  |
| Nigel Lauchlan | 75  | 72  | dsq | –   | –   | –   | –   | –   | –   | –   | –   | –   | –   | –   | 52  | 51  | –  | –  | 47 | 47  | 60  | 62 | –  | –  | –   | –   | 56  | 61  | 38  | 40 |
| Joshua Maurer | 62  | 61  | 53  | –   | –   | –   | –   | 39  | 45  | 32  | 28  | 51  | 35  | 29  | 45  | dsq | –  | –  | 46 | 43  | 56  | 58 | –  | –  | 42  | 43  | 39  | 49  | 37  | 36 |
| Rogan Reid | 73  | 73  | 68  | –   | –   | –   | –   | –   | –   | 59  | 59  | –   | –   | –   | –   | –   | –  | –  | –  | –   | –   | –  | –  | –  | –   | –   | –   | –   | –   | –  |
| Matthew Soukup | –   | –   | –   | –   | –   | –   | –   | –   | –   | 60  | dsq | –   | –   | –   | –   | –   | –  | –  | 48 | 45  | 59  | 61 | –  | –  | –   | –   | 53  | 51  | –   | –  |
| Kazachstan |     |     |     |     |     |     |     |     |     |     |     |     |     |     |     |     |    |    |    |     |     |    |    |    |     |     |     |     |     |    |
| Nikołaj Karpienko | 70  | 70  | 67  | –   | –   | –   | –   | 58  | 60  | 54  | 51  | –   | –   | –   | –   | –   | 14 | 18 | –  | –   | –   | –  | –  | –  | –   | –   | –   | –   | –   | –  |
| Aleksiej Korolow | –   | –   | –   | –   | –   | –   | –   | –   | –   | 57  | 56  | –   | –   | –   | –   | –   | 23 | 20 | –  | –   | –   | –  | –  | –  | –   | –   | 59  | 59  | –   | –  |
| Ilja Kratow | –   | –   | –   | –   | –   | –   | –   | –   | –   | –   | –   | –   | –   | –   | –   | –   | –  | –  | –  | –   | –   | –  | –  | –  | –   | –   | 55  | 56  | –   | –  |
| Roman Nogin | –   | –   | –   | –   | –   | –   | –   | –   | –   | –   | –   | –   | –   | –   | –   | –   | –  | –  | –  | –   | –   | –  | –  | –  | –   | –   | 58  | 60  | –   | –  |
| Konstantin Sokolenko | 71  | 65  | 65  | –   | –   | –   | –   | 64  | 66  | 53  | 57  | –   | –   | –   | –   | –   | –  | –  | –  | –   | –   | –  | –  | –  | –   | –   | –   | –   | –   | –  |
| Siergiej Tkaczenko | 30  | 55  | 43  | –   | –   | –   | –   | –   | –   | –   | –   | –   | –   | –   | –   | –   | –  | –  | –  | –   | –   | –  | –  | –  | –   | –   | –   | –   | 34  | 33 |
| Korea Południowa |     |     |     |     |     |     |     |     |     |     |     |     |     |     |     |     |    |    |    |     |     |    |    |    |     |     |     |     |     |    |
| Choi Heung-chul | 55  | 42  | 50  | –   | –   | –   | –   | –   | –   | 49  | 44  | –   | –   | –   | –   | –   | –  | –  | –  | –   | –   | –  | –  | –  | –   | –   | –   | –   | –   | –  |
| Choi Seou | –   | –   | –   | –   | –   | –   | –   | –   | –   | –   | –   | –   | –   | –   | –   | –   | –  | –  | –  | –   | –   | –  | –  | –  | 33  | 40  | 15  | 18  | 24  | 26 |
| Kim Hyun-ki | 53  | 57  | 59  | –   | –   | –   | –   | –   | –   | 35  | 21  | –   | –   | –   | –   | –   | –  | –  | –  | –   | –   | –  | –  | –  | 40  | 35  | 32  | 41  | 36  | 37 |
| Lee Ju-chan | dsq | 76  | 71  | –   | –   | –   | –   | –   | –   | –   | –   | –   | –   | –   | –   | –   | –  | –  | –  | –   | –   | –  | –  | –  | –   | –   | –   | –   | –   | –  |
| Si Jeong-heon | –   | –   | –   | –   | –   | –   | –   | –   | –   | –   | –   | –   | –   | –   | –   | –   | –  | –  | –  | –   | –   | –  | 32 | 37 | –   | –   | –   | –   | 41  | 38 |
| Niemcy |     |     |     |     |     |     |     |     |     |     |     |     |     |     |     |     |    |    |    |     |     |    |    |    |     |     |     |     |     |    |
| Moritz Baer | –   | –   | –   | –   | –   | –   | –   | –   | –   | –   | –   | –   | –   | –   | –   | –   | –  | –  | 14 | 21  | 34  | 53 | –  | –  | –   | –   | –   | –   | –   | –  |
| Sebastian Bradatsch | –   | –   | –   | –   | –   | 46  | 52  | 29  | 48  | 22  | 29  | 41  | 12  | 39  | 29  | 26  | –  | –  | –  | –   | –   | –  | 26 | 23 | –   | –   | –   | –   | –   | –  |
| Tim Fuchs | 60  | 51  | 55  | 50  | 47  | –   | –   | 35  | 33  | 16  | 15  | –   | –   | –   | –   | –   | –  | –  | 32 | 25  | 49  | 36 | –  | –  | 30  | 31  | –   | –   | 6   | 31 |
| Julian Hahn | –   | –   | –   | –   | –   | –   | –   | 36  | 43  | –   | –   | 26  | 9   | 26  | 23  | 22  | –  | –  | 12 | 12  | 27  | 22 | 22 | 15 | 23  | 21  | 20  | 16  | 27  | 32 |
| Martin Hamann | 29  | 28  | 29  | dsq | 44  | –   | –   | 51  | 22  | 28  | 17  | –   | –   | –   | –   | –   | –  | –  | 10 | 8   | 19  | 40 | 13 | 16 | –   | –   | 12  | 9   | 14  | 14 |
| Petrick Hammann | –   | –   | –   | –   | –   | –   | –   | 44  | 44  | –   | –   | –   | –   | –   | –   | –   | –  | –  | –  | –   | –   | –  | –  | –  | –   | –   | –   | –   | –   | –  |
| Felix Hoffmann | 10  | 23  | 15  | 17  | 37  | 22  | 32  | 33  | 41  | 36  | 37  | –   | –   | –   | –   | –   | –  | –  | 16 | 1   | 15  | 8  | –  | –  | 4   | 8   | 5   | 4   | 20  | 10 |
| Marinus Kraus | 35  | 38  | 16  | 28  | 13  | 26  | 40  | 57  | 56  | –   | –   | –   | –   | –   | –   | –   | –  | –  | –  | –   | –   | –  | –  | –  | –   | –   | –   | –   | –   | –  |
| Justin Lisso | –   | –   | –   | –   | –   | –   | –   | 25  | 64  | –   | –   | –   | –   | –   | –   | –   | –  | –  | –  | –   | –   | –  | –  | –  | –   | –   | –   | –   | –   | –  |
| Pius Paschke | 6   | 5   | 9   | 10  | 16  | –   | –   | 15  | 7   | 13  | 6   | 7   | 37  | 13  | 7   | 18  | –  | –  | –  | –   | –   | –  | –  | –  | –   | –   | 17  | 19  | –   | –  |
| Sebastian Rombach | –   | –   | –   | –   | –   | –   | –   | –   | –   | –   | –   | –   | –   | –   | –   | –   | –  | –  | –  | –   | –   | –  | 19 | 20 | dsq | 24  | –   | –   | –   | –  |
| Constantin Schmid | 21  | 40  | 22  | 34  | 29  | dns | 45  | –   | –   | 37  | 16  | –   | –   | –   | –   | –   | –  | –  | 39 | 10  | 12  | 3  | –  | –  | 11  | 12  | 2   | 3   | 1   | 7  |
| Johannes Schubert | –   | –   | –   | –   | –   | 31  | 27  | 39  | 51  | –   | –   | –   | –   | –   | –   | –   | –  | –  | 34 | 36  | 25  | 31 | 16 | 28 | 34  | 32  | –   | –   | 12  | 8  |
| Fabian Seidl | –   | –   | –   | –   | –   | –   | –   | –   | –   | –   | –   | 15  | 14  | 32  | 39  | 38  | –  | –  | –  | –   | –   | –  | 25 | 21 | –   | –   | 45  | 42  | –   | –  |
| David Siegel | –   | –   | –   | –   | –   | 52  | dns | –   | –   | –   | –   | –   | –   | –   | –   | –   | –  | –  | –  | –   | –   | –  | –  | –  | –   | –   | –   | –   | –   | –  |
| Jonathan Siegel | –   | –   | –   | –   | –   | –   | –   | –   | –   | –   | –   | –   | –   | –   | dsq | 40  | –  | –  | –  | –   | –   | –  | –  | –  | –   | –   | –   | –   | –   | –  |
| Lukas Wagner | –   | –   | –   | –   | –   | –   | –   | –   | –   | –   | –   | –   | –   | –   | –   | –   | –  | –  | –  | –   | –   | –  | 9  | 30 | –   | –   | –   | –   | –   | –  |
| Andreas Wank | –   | –   | –   | –   | –   | 15  | 12  | 4   | 8   | –   | –   | 2   | 4   | 1   | –   | –   | –  | –  | –  | –   | –   | –  | –  | –  | –   | –   | –   | –   | –   | –  |
| Cedrik Weigel | –   | –   | –   | –   | –   | –   | –   | 48  | 34  | –   | –   | –   | –   | –   | –   | –   | –  | –  | –  | –   | –   | –  | –  | –  | –   | –   | –   | –   | –   | –  |
| Paul Winter | –   | –   | –   | –   | –   | –   | –   | 55  | 47  | –   | –   | 41  | 45  | 37  | 28  | 32  | –  | –  | –  | –   | –   | –  | –  | –  | –   | –   | –   | –   | –   | –  |
| Norwegia |     |     |     |     |     |     |     |     |     |     |     |     |     |     |     |     |    |    |    |     |     |    |    |    |     |     |     |     |     |    |
| Joakim Aune | 14  | 8   | 17  | 15  | 34  | 2   | 3   | 41  | 27  | 8   | 14  | 6   | 40  | 14  | 19  | 24  | –  | –  | 3  | 4   | 2   | 10 | 18 | 8  | –   | –   | –   | –   | –   | –  |
| Lars Brodshaug Berger | 54  | 60  | –   | –   | –   | –   | –   | –   | –   | –   | –   | –   | –   | –   | –   | –   | –  | –  | –  | –   | –   | –  | –  | –  | –   | –   | –   | –   | –   | –  |
| Fredrik Bjerkeengen | 43  | 36  | –   | 10  | 10  | 33  | 24  | –   | –   | –   | –   | 49  | 47  | 35  | –   | –   | –  | –  | 23 | 23  | –   | –  | –  | –  | 24  | 16  | –   | –   | –   | –  |
| Joacim Ødegård Bjøreng | 34  | 37  | –   | –   | –   | 9   | 41  | 38  | 35  | –   | –   | –   | –   | –   | 24  | 44  | –  | –  | 35 | 27  | –   | –  | –  | –  | 14  | 9   | –   | –   | –   | –  |
| Andreas Granerud Buskum | 15  | 16  | 13  | 30  | 26  | –   | –   | 49  | 28  | –   | –   | 45  | 51  | 46  | –   | –   | –  | –  | –  | –   | 43  | 59 | –  | –  | –   | –   | 40  | 33  | –   | –  |
| Johann André Forfang | –   | –   | –   | –   | –   | 4   | 5   | 1   | 2   | –   | –   | –   | –   | –   | –   | –   | –  | –  | –  | –   | –   | –  | –  | –  | –   | –   | –   | –   | –   | –  |
| Halvor Egner Granerud | 8   | 12  | 10  | 27  | 17  | 1   | 4   | –   | –   | –   | –   | –   | –   | –   | 36  | 35  | –  | –  | –  | –   | –   | –  | 21 | 1  | 12  | 4   | –   | –   | –   | –  |
| Joachim Hauer | –   | –   | –   | –   | –   | 14  | 10  | 26  | 35  | –   | –   | –   | –   | –   | –   | –   | –  | –  | –  | –   | –   | –  | –  | –  | 27  | 23  | –   | –   | –   | –  |
| Richard Haukedal | 51  | 41  | 24  | 16  | 25  | –   | –   | 22  | 37  | –   | –   | 32  | dsq | 45  | 30  | 16  | –  | –  | 20 | 18  | 47  | 15 | 31 | 19 | –   | –   | –   | –   | –   | –  |
| Tom Hilde | 2   | 6   | 3   | –   | –   | –   | –   | –   | –   | –   | –   | –   | –   | –   | –   | –   | –  | –  | –  | –   | –   | –  | –  | –  | –   | –   | –   | –   | –   | –  |
| Marius Lindvik | 50  | 46  | –   | –   | –   | –   | –   | –   | –   | 14  | 4   | –   | –   | –   | –   | –   | –  | –  | –  | –   | –   | –  | –  | –  | 26  | 27  | –   | –   | –   | –  |
| Mats Bjerke Myhren | –   | –   | –   | –   | –   | –   | –   | –   | –   | 31  | dsq | –   | –   | –   | –   | –   | –  | –  | –  | –   | –   | –  | –  | –  | –   | –   | –   | –   | –   | –  |
| Jesper Ødegaard | –   | –   | –   | –   | –   | –   | –   | –   | –   | –   | –   | –   | –   | –   | –   | –   | –  | –  | –  | –   | –   | –  | –  | –  | –   | –   | 46  | 52  | –   | –  |
| Robin Pedersen | 48  | 45  | –   | –   | –   | –   | –   | –   | –   | –   | –   | –   | –   | –   | 38  | 46  | –  | –  | –  | –   | 54  | 47 | –  | –  | –   | –   | 28  | 37  | –   | –  |
| Sondre Ringen | –   | –   | –   | –   | –   | –   | –   | –   | –   | –   | –   | –   | –   | –   | –   | –   | –  | –  | –  | –   | –   | –  | –  | –  | –   | –   | 18  | dsq | –   | –  |
| Espen Røe | 44  | 62  | –   | –   | –   | –   | –   | –   | –   | –   | –   | –   | –   | –   | –   | –   | –  | –  | –  | –   | –   | –  | –  | –  | –   | –   | –   | –   | –   | –  |
| Jonas-Sloth Sandell | –   | –   | –   | –   | –   | –   | –   | –   | –   | 27  | 30  | –   | –   | –   | –   | –   | –  | –  | 29 | 44  | 30  | 33 | –  | –  | –   | –   | –   | –   | –   | –  |
| Sigurd Nymoen Søberg | 31  | 12  | 18  | dsq | 18  | 6   | 10  | 56  | 14  | 9   | 3   | 28  | 28  | 4   | 12  | 41  | –  | –  | 15 | 16  | 6   | 35 | 17 | 38 | 17  | 33  | –   | –   | –   | –  |
| Fredrik Villumstad | –   | –   | –   | –   | –   | –   | –   | –   | –   | 44  | 46  | –   | –   | –   | –   | –   | –  | –  | –  | –   | –   | –  | –  | –  | –   | –   | 52  | 36  | –   | –  |
| Oscar P. Westerheim | –   | –   | –   | –   | –   | –   | –   | –   | –   | –   | –   | –   | –   | –   | –   | –   | –  | –  | –  | –   | –   | –  | –  | –  | –   | –   | 21  | 27  | –   | –  |
| Polska |     |     |     |     |     |     |     |     |     |     |     |     |     |     |     |     |    |    |    |     |     |    |    |    |     |     |     |     |     |    |
| Krzysztof Biegun | 20  | 26  | 37  | 3   | 40  | 23  | 37  | 42  | 23  | –   | –   | 35  | 49  | 33  | 41  | 47  | –  | –  | –  | –   | –   | –  | –  | –  | –   | –   | 31  | 34  | –   | –  |
| Stanisław Biela | 21  | 21  | 40  | dsq | 27  | –   | –   | –   | –   | 33  | 43  | –   | –   | –   | –   | –   | –  | –  | –  | –   | –   | –  | –  | –  | –   | –   | 25  | 19  | 32  | 35 |
| Bartosz Czyż | –   | –   | –   | –   | –   | –   | –   | –   | –   | –   | –   | –   | –   | –   | –   | –   | –  | –  | –  | –   | –   | –  | –  | –  | –   | –   | 49  | 57  | –   | –  |
| Dawid Jarząbek | –   | –   | –   | –   | –   | –   | –   | –   | –   | 43  | 45  | –   | –   | –   | –   | –   | –  | –  | –  | –   | –   | –  | –  | –  | –   | –   | –   | 45  | –   | –  |
| Przemysław Kantyka | 58  | 49  | 43  | –   | –   | –   | –   | –   | –   | 39  | 40  | –   | –   | –   | –   | –   | –  | –  | –  | –   | –   | –  | –  | –  | –   | –   | 34  | 35  | –   | –  |
| Dominik Kastelik | –   | –   | –   | –   | –   | –   | –   | –   | –   | 41  | 23  | –   | –   | –   | –   | –   | –  | –  | –  | –   | –   | –  | –  | –  | –   | –   | –   | –   | –   | –  |
| Bartłomiej Kłusek | 32  | 27  | 57  | 29  | 42  | –   | –   | 54  | 32  | –   | –   | dns | dns | dns | 33  | 23  | –  | –  | 36 | 28  | –   | –  | 29 | 24 | 44  | 44  | 48  | –   | –   | –  |
| Krzysztof Leja | –   | –   | –   | –   | –   | –   | –   | –   | –   | –   | –   | –   | –   | –   | –   | –   | –  | –  | –  | –   | –   | –  | –  | –  | –   | –   | –   | 43  | –   | –  |
| Krzysztof Miętus | 37  | 42  | 33  | 43  | 43  | 49  | 49  | –   | –   | –   | –   | –   | –   | –   | –   | –   | –  | –  | –  | –   | –   | –  | –  | –  | –   | –   | 38  | –   | –   | –  |
| Klemens Murańka | –   | –   | –   | –   | –   | –   | –   | 3   | 10  | –   | –   | 23  | 6   | 8   | 14  | 14  | –  | –  | 5  | 6   | 14  | 18 | 2  | 12 | 18  | 22  | –   | –   | –   | –  |
| Tomasz Pilch | –   | –   | –   | –   | –   | –   | –   | –   | –   | –   | –   | –   | –   | –   | –   | –   | –  | –  | –  | –   | –   | –  | –  | –  | –   | –   | 42  | 50  | –   | –  |
| Andrzej Stękała | –   | –   | –   | 38  | 32  | –   | –   | –   | –   | 26  | 35  | 52  | 27  | 24  | 50  | 49  | –  | –  | –  | –   | –   | –  | –  | –  | –   | –   | –   | –   | –   | –  |
| Paweł Wąsek | –   | –   | –   | –   | –   | 51  | 46  | –   | –   | 42  | 38  | –   | –   | –   | –   | –   | –  | –  | 27 | 32  | 25  | 16 | –  | –  | –   | –   | 23  | 11  | 9   | 22 |
| Jakub Wolny | 28  | 24  | 26  | 21  | 20  | 32  | 47  | 18  | 19  | –   | –   | 31  | 43  | 27  | 43  | 27  | –  | –  | 11 | 24  | 24  | 14 | 10 | 14 | 19  | 13  | 8   | 10  | 19  | 17 |
| Jan Ziobro | 3   | 10  | 8   | 9   | 7   | –   | –   | –   | –   | –   | –   | –   | –   | –   | –   | –   | –  | –  | –  | –   | –   | –  | –  | –  | –   | –   | –   | –   | –   | –  |
| Aleksander Zniszczoł | –   | –   | –   | –   | –   | 42  | 36  | 14  | 31  | –   | –   | 29  | 3   | 16  | 35  | 36  | –  | –  | –  | –   | 44  | 56 | 15 | 27 | 28  | 29  | 9   | 22  | 28  | 27 |
| Rosja |     |     |     |     |     |     |     |     |     |     |     |     |     |     |     |     |    |    |    |     |     |    |    |    |     |     |     |     |     |    |
| Aleksandr Bażenow | 33  | 33  | 28  | 31  | 41  | 53  | 48  | –   | –   | –   | –   | 18  | 41  | 44  | –   | –   | –  | –  | –  | –   | –   | –  | –  | –  | 38  | 26  | –   | –   | –   | –  |
| Władisław Bojarincew | 44  | dns | 27  | 35  | 46  | 45  | 34  | 60  | 58  | –   | –   | –   | –   | –   | –   | –   | –  | –  | –  | –   | –   | –  | –  | –  | –   | –   | 19  | 29  | dsq | 29 |
| Ilmir Chazietdinow | –   | –   | –   | –   | –   | –   | –   | 30  | 24  | –   | –   | –   | –   | –   | –   | –   | –  | –  | –  | –   | –   | –  | –  | –  | –   | –   | –   | –   | 4   | 23 |
| Dienis Korniłow | –   | –   | –   | –   | –   | –   | –   | –   | –   | –   | –   | –   | –   | –   | –   | –   | –  | –  | –  | –   | –   | –  | –  | –  | –   | –   | –   | –   | 17  | 6  |
| Michaił Maksimoczkin | 56  | 50  | –   | 45  | –   | 38  | 26  | 31  | 40  | –   | –   | 33  | 36  | 24  | –   | –   | –  | –  | 31 | 20  | 47  | 55 | –  | –  | 35  | 38  | –   | –   | 24  | 24 |
| Michaił Nazarow | –   | –   | –   | –   | –   | –   | –   | –   | –   | –   | –   | –   | –   | –   | –   | –   | –  | –  | 45 | 39  | –   | –  | –  | –  | 37  | 25  | –   | –   | –   | –  |
| Aleksiej Romaszow | –   | –   | 46  | –   | 39  | –   | –   | –   | –   | –   | –   | 30  | 17  | 40  | –   | –   | –  | –  | –  | –   | –   | –  | –  | –  | –   | –   | –   | –   | –   | –  |
| Aleksandr Sardyko | –   | –   | –   | –   | –   | –   | –   | –   | –   | –   | –   | –   | –   | –   | –   | –   | –  | –  | –  | –   | –   | –  | –  | –  | –   | –   | –   | –   | 21  | 30 |
| Maksim Siergiejew | –   | –   | –   | –   | –   | –   | –   | –   | –   | –   | –   | –   | –   | –   | –   | –   | –  | –  | –  | –   | dsq | 44 | –  | –  | –   | –   | –   | –   | –   | –  |
| Nikita Sykczin | –   | –   | –   | –   | –   | –   | –   | –   | –   | –   | –   | –   | –   | –   | –   | –   | 21 | 19 | –  | –   | –   | –  | –  | –  | –   | –   | –   | –   | –   | –  |
| Wadim Szyszkin | –   | –   | –   | –   | –   | –   | –   | –   | –   | –   | –   | –   | –   | –   | –   | –   | –  | –  | –  | –   | –   | –  | –  | –  | –   | –   | 51  | 30  | 33  | 39 |
| Roman Trofimow | –   | –   | –   | –   | –   | –   | –   | –   | –   | –   | –   | –   | –   | –   | –   | –   | –  | –  | 7  | 10  | 29  | 34 | –  | –  | –   | –   | 11  | 5   | 15  | 5  |
| Jegor Usaczow | –   | –   | –   | –   | –   | –   | –   | –   | –   | –   | –   | –   | –   | –   | –   | –   | 8  | 9  | –  | –   | –   | –  | –  | –  | –   | –   | –   | –   | 35  | 34 |
| Artiom Utiew | –   | –   | –   | –   | –   | –   | –   | –   | –   | –   | –   | –   | –   | –   | –   | –   | 26 | 27 | –  | –   | –   | –  | –  | –  | –   | –   | –   | –   | –   | –  |
| Dmitrij Wasiljew | –   | –   | –   | –   | –   | –   | –   | –   | –   | –   | –   | –   | –   | –   | –   | –   | –  | –  | –  | –   | –   | –  | –  | –  | –   | –   | –   | –   | 30  | 9  |
| Rumunia |     |     |     |     |     |     |     |     |     |     |     |     |     |     |     |     |    |    |    |     |     |    |    |    |     |     |     |     |     |    |
| Iulian Pîtea | –   | –   | –   | –   | –   | –   | –   | –   | –   | –   | –   | –   | –   | –   | –   | –   | –  | –  | –  | –   | 58  | 60 | –  | –  | –   | –   | –   | –   | –   | –  |
| Słowenia |     |     |     |     |     |     |     |     |     |     |     |     |     |     |     |     |    |    |    |     |     |    |    |    |     |     |     |     |     |    |
| Tilen Bartol | –   | –   | –   | 22  | 19  | 11  | 29  | 7   | 16  | 25  | 20  | –   | –   | –   | –   | –   | –  | –  | –  | –   | 41  | 1  | –  | –  | 3   | 5   | –   | –   | –   | –  |
| Tine Bogataj | –   | –   | –   | –   | –   | 29  | 17  | 45  | 38  | –   | –   | –   | –   | –   | –   | –   | –  | –  | –  | –   | –   | –  | –  | –  | –   | –   | –   | –   | –   | –  |
| Nejc Dežman | –   | –   | –   | –   | –   | 5   | 13  | 9   | 12  | 10  | 10  | 4   | 23  | 2   | 6   | 21  | 1  | 1  | 1  | 2   | 21  | 6  | 4  | 10 | –   | –   | –   | –   | –   | –  |
| Jaka Hvala | –   | –   | –   | –   | –   | –   | –   | –   | –   | 18  | 13  | 24  | 39  | 31  | 16  | 9   | 2  | 2  | 6  | 5   | 16  | 12 | 7  | 13 | 7   | 10  | 33  | 13  | 8   | 20 |
| Žiga Jelar | –   | –   | –   | –   | –   | –   | –   | –   | –   | –   | –   | –   | –   | –   | –   | –   | –  | –  | 37 | 13  | 22  | 41 | –  | –  | –   | –   | –   | –   | 10  | 16 |
| Rok Justin | 11  | 2   | 12  | 42  | 24  | –   | –   | –   | –   | 19  | 26  | 16  | 38  | 19  | –   | –   | 6  | 3  | 26 | 41  | 44  | 49 | –  | –  | –   | –   | 27  | 24  | –   | –  |
| David Krapež | –   | –   | –   | –   | –   | –   | –   | –   | –   | –   | –   | –   | –   | –   | 47  | 33  | –  | –  | –  | –   | –   | –  | –  | –  | –   | –   | –   | –   | –   | –  |
| Jan Kus | –   | –   | –   | –   | –   | –   | –   | –   | –   | –   | –   | –   | –   | –   | –   | –   | –  | –  | –  | –   | –   | 36 | –  | –  | –   | –   | –   | –   | –   | –  |
| Miha Kveder | –   | –   | –   | –   | –   | –   | –   | –   | –   | –   | –   | –   | –   | –   | –   | –   | –  | –  | –  | –   | 51  | 36 | –  | –  | –   | –   | –   | –   | –   | –  |
| Anže Lanišek | –   | –   | –   | –   | –   | –   | –   | –   | –   | 1   | 2   | 3   | 2   | 6   | –   | –   | –  | –  | –  | –   | –   | –  | –  | –  | –   | –   | –   | –   | –   | –  |
| Andraž Modic | –   | –   | –   | –   | –   | –   | –   | –   | –   | –   | –   | –   | –   | –   | –   | –   | –  | –  | –  | –   | 53  | –  | –  | –  | –   | –   | –   | –   | –   | –  |
| Tomaž Naglič | 36  | 53  | 33  | 46  | 33  | –   | –   | –   | –   | –   | –   | –   | –   | –   | 46  | 48  | –  | –  | –  | –   | –   | –  | –  | –  | –   | –   | –   | –   | –   | –  |
| Aljaž Osterc | –   | –   | –   | –   | –   | 3   | 2   | 15  | 11  | –   | –   | –   | –   | –   | –   | –   | –  | –  | –  | –   | 17  | 25 | –  | –  | –   | –   | 22  | 15  | –   | –  |
| Bor Pavlovčič | 5   | 11  | 14  | 12  | 31  | 30  | dsq | 5   | 6   | –   | –   | –   | –   | –   | –   | –   | –  | –  | –  | –   | 1   | 2  | 8  | 2  | 2   | 3   | –   | –   | –   | –  |
| Andraž Pograjc | 15  | 14  | 11  | 19  | 8   | –   | –   | –   | –   | –   | –   | –   | –   | –   | –   | –   | –  | –  | –  | –   | –   | –  | –  | –  | –   | –   | –   | –   | –   | –  |
| Cene Prevc | 1   | 1   | 2   | –   | –   | –   | –   | –   | –   | –   | –   | –   | –   | –   | –   | –   | –  | –  | –  | –   | –   | –  | –  | –  | 5   | 11  | 6   | 6   | 22  | 15 |
| Matjaž Pungertar | –   | –   | –   | –   | –   | –   | –   | –   | –   | 21  | 22  | 21  | 21  | 12  | 26  | 17  | 4  | 8  | 30 | 40  | 23  | 48 | 27 | 26 | –   | –   | –   | –   | –   | –  |
| Anže Semenič | 4   | 15  | 1   | 23  | 6   | –   | –   | –   | –   | –   | –   | –   | –   | –   | –   | –   | –  | –  | –  | –   | –   | –  | –  | –  | –   | –   | –   | –   | –   | –  |
| Rok Tarman | –   | –   | –   | –   | –   | –   | –   | –   | –   | –   | –   | 20  | 5   | 17  | –   | –   | –  | –  | –  | –   | 5   | 9  | 20 | 17 | 9   | 28  | 10  | 12  | 11  | 2  |
| Timi Zajc | –   | –   | –   | –   | –   | –   | –   | –   | –   | –   | –   | –   | –   | –   | 17  | dsq | 10 | 11 | –  | –   | –   | –  | –  | –  | –   | –   | –   | –   | –   | –  |
| Miran Zupančič | 40  | 34  | 19  | 13  | 15  | 7   | 9   | dsq | 4   | 3   | 1   | 1   | 30  | 3   | 21  | 25  | 5  | 4  | 2  | 9   | 9   | 17 | 6  | 5  | 16  | 34  | 24  | 17  | 13  | 4  |
| Stany Zjednoczone |     |     |     |     |     |     |     |     |     |     |     |     |     |     |     |     |    |    |    |     |     |    |    |    |     |     |     |     |     |    |
| AJ Brown | 65  | 59  | 54  | –   | –   | –   | –   | 28  | 55  | 38  | 41  | 47  | 44  | 41  | 37  | 42  | –  | –  | 43 | 46  | 55  | 43 | 28 | 31 | 43  | 41  | dsq | 53  | –   | –  |
| Trevor Edlund | –   | –   | –   | –   | –   | –   | –   | –   | –   | –   | –   | –   | –   | –   | –   | –   | –  | –  | –  | –   | –   | –  | 38 | 40 | –   | –   | –   | –   | –   | –  |
| Patrick Gasienica | –   | –   | –   | –   | –   | –   | –   | –   | –   | –   | –   | –   | –   | –   | –   | –   | –  | –  | –  | –   | –   | –  | 43 | 41 | –   | –   | –   | –   | –   | –  |
| Michael Glasder | –   | –   | –   | –   | –   | –   | –   | 19  | 16  | –   | –   | –   | –   | –   | dsq | 11  | –  | –  | –  | –   | –   | –  | –  | –  | –   | –   | –   | –   | –   | –  |
| Casey Larson | –   | –   | –   | –   | –   | –   | –   | 24  | 53  | dsq | 38  | –   | –   | –   | –   | –   | –  | –  | –  | –   | 39  | 28 | –  | –  | –   | –   | –   | –   | –   | –  |
| Nathan Mattoon | –   | –   | –   | –   | –   | –   | –   | –   | –   | –   | –   | –   | –   | –   | –   | –   | –  | –  | –  | –   | –   | –  | 42 | 41 | –   | –   | –   | –   | –   | –  |
| Nicholas Mattoon | 74  | 75  | 70  | –   | –   | –   | –   | –   | –   | –   | 52  | –   | –   | –   | –   | –   | 16 | 22 | –  | –   | –   | –  | 40 | 41 | 49  | 49  | 54  | 55  | –   | –  |
| William Rhoads | –   | –   | –   | –   | –   | –   | –   | –   | –   | –   | –   | –   | –   | –   | 15  | 19  | –  | –  | –  | –   | 33  | 45 | –  | –  | –   | –   | –   | –   | –   | –  |
| Brian Wallace | 64  | 67  | 58  | –   | –   | –   | –   | –   | –   | dsq | –   | –   | –   | –   | –   | –   | –  | –  | –  | –   | –   | –  | 35 | 33 | –   | –   | –   | –   | –   | –  |
| Szwajcaria |     |     |     |     |     |     |     |     |     |     |     |     |     |     |     |     |    |    |    |     |     |    |    |    |     |     |     |     |     |    |
| Simon Ammann | –   | –   | –   | –   | –   | –   | –   | –   | –   | –   | –   | –   | –   | –   | 3   | 2   | –  | –  | –  | –   | –   | –  | –  | –  | –   | –   | –   | –   | –   | –  |
| Tobias Birchler | 61  | 25  | 48  | –   | –   | 37  | 33  | –   | –   | –   | –   | –   | –   | –   | –   | –   | –  | –  | –  | –   | 38  | 29 | –  | –  | 39  | 20  | –   | –   | –   | –  |
| Gregor Deschwanden | –   | –   | –   | –   | –   | 17  | 20  | –   | –   | 23  | 19  | –   | –   | –   | 25  | 30  | –  | –  | –  | –   | –   | –  | –  | –  | –   | –   | –   | –   | –   | –  |
| Luca Egloff | 41  | 32  | 35  | –   | –   | 34  | 23  | 32  | 29  | –   | –   | 27  | 25  | 38  | –   | –   | –  | –  | 28 | 34  | –   | –  | 23 | 29 | 31  | 42  | 44  | 32  | –   | –  |
| Sandro Hauswirth | –   | –   | –   | –   | –   | 24  | 30  | 47  | dsq | –   | –   | –   | –   | –   | –   | –   | –  | –  | –  | –   | –   | –  | –  | –  | –   | –   | –   | –   | –   | –  |
| Gabriel Karlen | –   | –   | –   | –   | –   | –   | –   | 20  | 21  | 16  | 36  | –   | –   | –   | 27  | 29  | –  | –  | 33 | 26  | 32  | 24 | –  | –  | –   | –   | 14  | 21  | –   | –  |
| Killian Peier | –   | –   | –   | –   | –   | 27  | 18  | –   | –   | 29  | 25  | 38  | 24  | 20  | 5   | 20  | –  | –  | –  | –   | –   | –  | –  | –  | –   | –   | –   | –   | –   | –  |
| Dominik Peter | –   | –   | –   | –   | –   | 56  | 53  | –   | –   | –   | –   | –   | –   | –   | –   | –   | –  | –  | –  | –   | –   | –  | –  | –  | –   | –   | –   | –   | –   | –  |
| Andreas Schuler | 24  | 31  | 21  | –   | –   | 18  | 31  | –   | –   | 24  | 24  | 37  | 33  | 36  | –   | –   | –  | –  | 40 | 15  | 20  | 23 | –  | –  | –   | –   | –   | –   | –   | –  |
| Szwecja |     |     |     |     |     |     |     |     |     |     |     |     |     |     |     |     |    |    |    |     |     |    |    |    |     |     |     |     |     |    |
| Christian Inngjerdingen | –   | –   | –   | –   | –   | –   | –   | –   | –   | –   | –   | –   | –   | –   | –   | –   | –  | –  | –  | –   | –   | –  | –  | –  | 50  | 48  | 57  | 58  | –   | –  |
| Turcja |     |     |     |     |     |     |     |     |     |     |     |     |     |     |     |     |    |    |    |     |     |    |    |    |     |     |     |     |     |    |
| Muhammed Ali Bedir | 68  | 66  | –   | 47  | 51  | –   | –   | 68  | 63  | 58  | 60  | –   | –   | –   | –   | –   | 18 | 25 | –  | –   | –   | –  | –  | –  | –   | –   | –   | –   | –   | –  |
| Muhammet İrfan Çintımar | 72  | –   | 61  | 49  | dns | –   | –   | 66  | 61  | dsq | 55  | –   | –   | –   | –   | –   | 17 | 15 | –  | –   | –   | –  | –  | –  | –   | –   | –   | –   | –   | –  |
| Ayberk Demir | –   | –   | 69  | –   | –   | –   | –   | –   | –   | –   | –   | –   | –   | –   | –   | –   | 20 | 17 | –  | –   | –   | –  | –  | –  | –   | –   | –   | –   | –   | –  |
| Muhammed Münir Güngen | –   | 71  | –   | –   | –   | –   | –   | –   | –   | –   | –   | –   | –   | –   | –   | –   | 27 | 28 | –  | –   | –   | –  | –  | –  | –   | –   | –   | –   | –   | –  |
| Fatih Arda İpcioğlu | 26  | 39  | 51  | 39  | 35  | 50  | 34  | 34  | 54  | 46  | 47  | –   | –   | –   | –   | –   | 12 | 12 | –  | –   | 50  | 51 | –  | –  | –   | –   | –   | –   | –   | –  |
| Samet Karta | –   | –   | –   | –   | –   | –   | –   | –   | –   | –   | –   | –   | –   | –   | –   | –   | 28 | 26 | –  | –   | –   | –  | –  | –  | –   | –   | –   | –   | –   | –  |
| Ukraina |     |     |     |     |     |     |     |     |     |     |     |     |     |     |     |     |    |    |    |     |     |    |    |    |     |     |     |     |     |    |
| Witalij Kaliniczenko | 66  | 64  | 62  | –   | –   | dns | dns | –   | –   | –   | –   | –   | –   | –   | 51  | 52  | 22 | 21 | –  | –   | –   | –  | –  | –  | –   | –   | –   | –   | –   | –  |
| Jewhen Marusiak | 76  | dsq | 66  | –   | –   | 58  | 59  | –   | –   | 47  | 54  | –   | –   | –   | –   | –   | –  | –  | –  | –   | –   | –  | –  | –  | –   | –   | –   | –   | –   | –  |
| Stepan Pasicznyk | –   | –   | –   | –   | –   | 57  | 57  | –   | –   | 56  | 48  | –   | –   | –   | –   | –   | –  | –  | –  | –   | –   | –  | –  | –  | –   | –   | –   | –   | –   | –  |
| Wielka Brytania |     |     |     |     |     |     |     |     |     |     |     |     |     |     |     |     |    |    |    |     |     |    |    |    |     |     |     |     |     |    |
| Jake Lock | –   | –   | –   | –   | –   | –   | –   | –   | –   | –   | –   | –   | –   | –   | –   | –   | –  | –  | –  | –   | –   | –  | 41 | 41 | –   | –   | –   | –   | 40  | 41 |
| Robert Lock | –   | –   | –   | –   | –   | –   | –   | –   | –   | –   | –   | –   | –   | –   | –   | –   | –  | –  | –  | –   | –   | –  | 44 | 39 | –   | –   | –   | –   | 39  | 42 |
| Włochy |     |     |     |     |     |     |     |     |     |     |     |     |     |     |     |     |    |    |    |     |     |    |    |    |     |     |     |     |     |    |
| Davide Bresadola | 23  | 18  | 20  | 7   | 14  | 35  | 21  | 8   | 9   | –   | –   | –   | –   | –   | 8   | 8   | –  | –  | 18 | 31  | 11  | 21 | –  | –  | –   | –   | –   | –   | –   | –  |
| Federico Cecon | –   | –   | –   | –   | –   | –   | –   | –   | –   | 55  | 53  | –   | –   | –   | 49  | 50  | 15 | 16 | –  | –   | –   | –  | 35 | 32 | 46  | 47  | 36  | 48  | –   | –  |
| Sebastian Colloredo | 25  | 7   | 5   | 3   | 12  | 13  | 8   | 13  | 18  | –   | –   | –   | –   | –   | 9   | 12  | 3  | 5  | 21 | 17  | 8   | 19 | –  | –  | –   | –   | –   | –   | –   | –  |
| Roberto Dellasega | –   | –   | –   | –   | –   | –   | –   | –   | –   | 52  | 58  | –   | –   | –   | –   | –   | 19 | 23 | –  | –   | –   | –  | 34 | 36 | 41  | 36  | –   | –   | –   | –  |
| Zeno Di Lenardo | –   | –   | –   | –   | –   | –   | –   | –   | –   | –   | –   | –   | –   | –   | –   | –   | –  | –  | –  | –   | –   | –  | 37 | 34 | 48  | 46  | 50  | 47  | –   | –  |
| Alex Insam | 52  | 68  | 46  | 40  | 50  | 20  | 15  | 23  | 15  | 4   | 9   | –   | –   | –   | –   | –   | –  | –  | 25 | 37  | 10  | 26 | –  | –  | –   | –   | –   | –   | –   | –  |
| Legenda |     |     |     |     |     |     |     |     |     |     |     |     |     |     |     |     |    |    |    |     |     |    |    |    |     |     |     |     |     |    |
| 1-3 4-30 poniżej 30 dns – Zawodnik zgłoszony do konkursu nie wystartował dsq – Zawodnik zdyskwalifikowany - – Zawodnik nie zgłoszony do konkursu |     |     |     |     |     |     |     |     |     |     |     |     |     |     |     |     |    |    |    |     |     |    |    |    |     |     |     |     |     |    |

## Klasyfikacja generalna
Stan po zakończeniu sezonu 2016/2017
| Miejsce | Zawodnik              | Występy | Punkty |
| ------- | --------------------- | ------- | ------ |
| 1.      | Clemens Aigner        | 19      | 1191   |
| 2.      | Miran Zupančič        | 30      | 938    |
| 3.      | Nejc Dežman           | 19      | 862    |
| 4.      | Daniel Huber          | 21      | 827    |
| 5.      | Stefan Huber          | 20      | 702    |
| 6.      | Florian Altenburger   | 22      | 674    |
| 7.      | Bor Pavlovčič         | 15      | 627    |
| 8.      | Joakim Aune           | 22      | 612    |
| 9.      | Jaka Hvala            | 21      | 547    |
| 10.     | Maximilian Steiner    | 21      | 525    |
| 11.     | Elias Tollinger       | 20      | 479    |
| 12.     | Sebastian Colloredo   | 17      | 478    |
| 13.     | Constantin Schmid     | 18      | 466    |
| 14.     | Cene Prevc            | 9       | 454    |
| 15.     | Felix Hoffmann        | 21      | 450    |
| 16.     | Klemens Murańka       | 15      | 442    |
| 17.     | Halvor Egner Granerud | 13      | 430    |
| 18.     | Pius Paschke          | 16      | 398    |
| 18.     | Sigurd Nymoen Søberg  | 24      | 398    |
| 20.     | Philipp Aschenwald    | 16      | 369    |
| 21.     | Anže Lanišek          | 5       | 360    |
| 22.     | Rok Tarman            | 13      | 353    |
| 22.     | Andreas Wank          | 7       | 350    |
| 24.     | Tilen Bartol          | 12      | 320    |
| 25.     | Rok Justin            | 18      | 293    |
| 26.     | Jakub Wolny           | 26      | 285    |
| 27.     | Johann André Forfang  | 4       | 275    |
| 28.     | Davide Bresadola      | 15      | 268    |
| 29.     | Viktor Polášek        | 9       | 256    |
| 30.     | Martin Hamann         | 19      | 225    |
| 30.     | Aljaž Osterc          | 8       | 225    |
| ...     |                       |         |        |

## Dodatkowe miejsca w Pucharze Świata
Zgodnie z zasadami stosowanymi przez Międzynarodową Federację Narciarską punkty zdobyte w Pucharze Kontynentalnym w każdym z siedmiu periodów (okresów), na które podzielony jest sezon pozwalają na zdobycie przez reprezentację dodatkowych miejsc w kolejnym periodzie Pucharu Świata i Letniego Grand Prix. Trzy miejsca przyznawane są krajom, których reprezentanci zdobyli najwięcej punktów w danym periodzie, przy czym dany kraj może mieć maksymalnie 6 miejsc na podstawie wyników w Pucharze Świata i 7 po uwzględnieniu wyników w Pucharze Kontynentalnym.
| Period | 1. miejsce           | 2. miejsce        | 3. miejsce      | Źródło |
| ------ | -------------------- | ----------------- | --------------- | ------ |
| 3.     | Cene Prevc           | Elias Tollinger   | Jan Ziobro      | [ 9 ]  |
| 4.     | Johann André Forfang | Daniel Huber      | Aljaž Osterc    | [ 10 ] |
| 5.     | Clemens Aigner       | Anže Lanišek      | Andreas Wank    | [ 11 ] |
| 6.     | Nejc Dežman          | Joakim Aune       | Klemens Murańka | [ 12 ] |
| 7.     | Clemens Aigner       | Constantin Schmid | Rok Tarman      | [ 13 ] |